# 아흐마드 마스우드
아흐마드 마스우드(다리어: احمد مسعود, 1989년 7월 10일 ~ ) 또는 아흐마드 마스우드 2세(영어: Ahmad Massoud Junior)는 아프가니스탄의 정치인이다. 아흐마드 샤 마스우드의 아들이며, 아버지가 주장했던 정신을 계승하기 위해 정치인으로 활동하고 있다.
마스우드는 어린 시절의 대부분의 기간 동안 외국에서 교육을 받았다. 이란에서 중등교육을 마쳤고 영국 육군사관학교에서 1년간 군사교육을 받았다. 또한 킹스 칼리지 런던에서 국제관계학 석사를 받았다. 그는 탈레반에게서 정치적으로 승리해야 한다는 생각을 가지고 있었고 필요하다면 군사적인 방법도 사용할 수 있다는 입장을 말한 바 있었다.
아프가니스탄의 장성인 아타 무하마르 누르와 압둘 라시드 도스툼은 탈레반에 의해 카불이 함락되기 전 아프가니스탄을 탈출하는 한편, 탈레반에 의해 카불이 함락되기 전 미래의 아프가니스탄의 평화와 안정을 위해 아버지인 아흐마드 샤 마스우드를 죽인 탈레반을 용서하고 그들과 대화하겠다는 입장을 밝히며 아프가니스탄에 남았다.